# A Ilha Negra
A Ilha Negra (L'île noire, em francês) é o sétimo álbum da série de banda desenhada franco-belga As Aventuras de Tintim, produzida pelo belga Hergé. Encomendado pelo jornal belga Le Vingtième Siècle para o seu suplemento juvenil Le Petit Vingtième, foi editado semanalmente entre 15 de abril de 1937 a 16 de junho de 1938 e republicado no formato álbum pela Casterman em 1938. A história mostra o jovem jornalista belga Tintim e o seu cão Milu que viajam para a Inglaterra em busca de uma gangue de falsificadores. Enquadrado por roubo e caçado pelos detetives Dupond e Dupont, Tintin segue os criminosos para a Escócia, descobrindo seu covil na Ilha Negra.

## Sinopse
Ao ajudar um avião com problemas, Tintim leva um tiro. Encontra pistas dos agressores e os indícios o levam a um certo Dr. Müller, na Inglaterra, que tenta matá-lo. Após conseguir escapar dele, Tintim, o persegue até a Escócia. Encontra vestígios dele na Ilha Negra, conhecida por ter uma "besta". Tintim parte assim mesmo, e lá descobre o esconderijo duma quadrilha: Müller e seus comparsas, que são falsificadores de dinheiro. Tintim termina prendendo-os e revela a verdadeira natureza da besta: um gorila.

## Análise
A primeira versão da Ilha Negra data de 1938 e a colorida de 1943. Em 1965, Hergé redesenhou inteiramente o álbum a pedido dos seus editores ingleses, que julgavam a representação da Grã-Bretanha ultrapassada. Pode-se observar certo desequilíbrio entre o desenho moderno e Tintim, que continua o dos anos 30. De fato, A Ilha Negra é o único álbum da série que tem três versões diferentes.

## Adaptações
A Ilha Negra é uma das aventuras de Tintim que foram adaptadas para a primeira série animada de Tintin, Les aventures de Tintin, d'après Hergé pelo estúdio belga Belvision em 1957, dirigido por Ray Goossens e escrito por Michel Greg, ele mesmo um cartunista conhecido que em anos posteriores se tornaria editor-chefe da revista Tintim. L'oreille cassée  foi dividido em 12 episódio em coloridos de 5 minutos que desviaram da trama original de Hergé de várias formas. A Ilha Negra foi adaptado para um episódio da série de televisão As Aventuras de Tintim, do estúdio francês Ellipse Animation e o canadense Nelvana. Dirigido por Stéphane Bernasconi, o personagem de Tintim teve a voz de Thierry Wermuth.
Em 1992, uma adaptação de rádio pela BBC foi transmitida pela primeira vez na Rádio 5. Ela foi produzida por John Yorke, Tintim foi expressado por Richard Pearce e Milu por Andrew Sachs.
Em 19 de março de 2010, a rede de televisão britânica Channel 4 transmitiu um documentário intitulado Dom Joly e The Black Island, no qual o comediante Dom Joly se vestiu de Tintim e seguiu os passos de Tintim de Ostende para Sussex e depois para a Escócia. Revendo o documentário no The Guardian, Tim Dowling comentou; "Foi divertido em partes, encantador em outros e um pequeno presente para Tintinófilos em todos os lugares. Um Tintinófilo, receio, não iria aprender muito que ele ou ela já não sabia."